# Андреев, Ким Александрович
Ким Александрович Андреев (1 марта 1933, Ленинград — 21 декабря 2005, Петрозаводск) — учёный-биолог, педагог, основатель первой в Советском Союзе Малой лесной академии. Специалист в области озеленения. Кандидат биологических наук (1970), Заслуженный лесовод КАССР (1983), Заслуженный работник народного образования Республики Карелия (1998). Один из авторов «Красной книги Карелии» (1975), «Атласа Карельской АССР» (1989). Является автором около 100 работ.

## Биография
Родился 1 марта 1933 года в городе Ленинграде.
В 1957 году окончил лесохозяйственный факультет Ленинградской лесотехнической академии по специальности «инженер зеленого строительства», после чего начал работать в дендропарке Ленинградской ЛТА. В 1959―1963 годах работал директором заповедника «Кивач». В 1967—1970 годах Ким Александрович проходил обучение в очной аспирантуре при Институте леса Карельского научного центра РАН. Защитил кандидатскую диссертацию по теме «Итоги интродукции древесных растений в Карелии». В 1971 году организовал при Институте леса Малую лесную академию и стал её директором.  В 1974―1991 годах — научный сотрудник Института леса Карельского филиала АН СССР (Карельский научный центр РАН). С 1975 года трудился руководителем группы охраны природы, старшим научным сотрудником лаборатории охраны природы. С 1991 года и до конца жизни работал в Детском эколого-биологическом центре. Участвовал в организации заповедника «Костомукшский», более двадцати заказников и создании карты памятников природы Карелии.
Скончался 21 декабря 2005 года в Петрозаводске.

## Память
В 2006 году имя Кима Александровича Андреева было присвоено Республиканскому детскому эколого-биологическому центру. В г. Петрозаводске имеется сквер имени Кима Андреева.

## Сочинения
- Интродукция деревьев и кустарников в Карелии. Петрозаводск, 1977; Редкие деревья Карелии. Петрозаводск, 1981, 1986; Озеленение городов и поселков. Петрозаводск, 1985.